# Circular Panorama of the Esplanade with the Electric Tower in the Background
 (janvier 2025).
Pour plus de détails, voir Fiche technique et Distribution.
Circular Panorama of the Esplanade with the Electric Tower in the Background est un film américain muet et en noir et blanc sorti en 1901.